# Myerscough
Myerscough – osada w Anglii, w Lancashire, w dystrykcie Wyre. W 2001 roku civil parish liczyła 1111 mieszkańców.